# ヘッシシュ・オルデンドルフ
ヘッシシュ・オルデンドルフ (ドイツ語: Hessisch Oldendorf) は、ドイツ連邦共和国ニーダーザクセン州ハーメルン＝ピルモント郡に属す市である。ヴェーザー川の近くに位置する。1905年、鉄道や郵便での区別を明確するために、市名に公式に「ヘッシシュ」が冠せられた。かつてこの街はプロイセン王国のヘッセン＝ナッサウ州に属していたためである。

## 地理

### 位置
ヘッシシュ・オルデンドルフは、『ハーメルンの笛吹き男』で有名なヴェーザー川沿いの都市ハーメルンの北西 13 km に位置する。ヴェーザー自転車道とドイツ・メルヘン街道がこの街を通っている。

### 地学
地学上の特徴はプラニコスタ砂岩が産出することである。

### 市の構成
ヘッシシュ・オルデンドルフは、1973年の地域再編以降、8区24町からなる。
- ヘッシシュ・オルデンドルフ区 — 旧市街/中核市区
- グローセンヴィーデン区 — グローセンヴィーデン、クライネンヴィーデン
- ローデンタール区 — ローデン、ゼーゲルホルスト、ヴェルゼーデ
- ホーエンシュタイン区 — バルクゼン、クリュッケベルク、ランゲンフェルト、ヴィックボルゼン、ツェルゼン
- ジュンテル区 — ベンゼン、ハデッセン、ヘーフィンゲン、ペッツェン
- フィッシュベック区 — シュティフト・フィッシュベック（フィッシュベック修道院）、ヴァイベック
- ゾンネンタール区 — フリードリヒスブルク、フリードリヒスハーゲン、フーレン、ヘスリンゲン、ルムベック
- ヘーメリンゲン/ラッヒェム区 — ヘーメリンゲン、ラッヒェム

### 人口推移
| - 1939年: 10,991人 - 1950年: 21,412人 - 1961年: 17,461人 - 1970年: 17,829人 - 1983年: 18,990人 - 1999年: 20,108人 | - 2000年: 20,078人 - 2004年: 19,973人 - 2006年: 19,612人 - 2007年: 19,547人 - 2008年: 19,312人 |

1998年以降は12月31日時点の人口である。

## 歴史

### 概略
オルデンドルフが都市として建設されたのは、13世紀の第2四半期とするが有力である。おそらくシャウムブルク伯アドルフ4世が、約25のシャウムブルク地方の集落の中心に城壁に囲まれたオルデンドルフの建設を計画し、支配したと考えられている。1500年頃のこの街の人口は約1,300人であった。1552年、オルデンドルフを含むシャウムブルク伯領で宗教改革がなされた。1640年に最後の伯が亡くなるとシャウムブルク伯領を巡って紛争となり、3つの部分に分割された。オルデンドルフは、ヘッセン＝カッセル方伯に属す飛び地の騎士領となった。1807年から1813年までオルデンドルフは他のヘッセン選帝侯領とともにナポレオンのヴェストファーレン王国領となった。1866年のプロイセン王国によるヘッセン＝カッセル方伯領併合後、この市はヘッセン＝ナッサウ州に属した（1867年からは、同州カッセル管区に属した）。1932年からはハノーファー州ハノーファー管区に属した。グラーフシャフト・シャウムブルク郡（郡庁所在地はリンテルン）が廃止され、シャウムブルク郡（郡庁所在地はシュタットハーゲン）が新設されたことに伴い、何世紀にもわたって「オルデンドルフ・ウンター・デア・シャウムブルク」と称してきたこの街は、1977年8月1日に歴史的帰属から離れ、ハーメルン＝ピルモント郡に移管された。

### イディスタウィソの戦い（16年）
タキトゥスの『年代記』は、ゲルマニクスが率いるローマ軍の紀元15年から16年の北ゲルマニア遠征と、アルミニウスの軍勢に対する勝利という結果に関する唯一の出典である。この極めて入念なローマ軍の遠征は、紀元9年のファルスの戦いでの手痛い敗北に対する復讐戦であった。精確な場所の表示が無いため、歴史家達は何世紀も前からイディスタウィソの戦いの地理的同定に関して様々な仮説を立ててきた。文筆家の多くは、この戦いはヘッシシュ・オルデンドルフとフィッシュベックとの間の湿潤な草原で行われたという説を説得力のあるものとして紹介している。

### ジュンテルの戦い（782年）
カール大帝による強制的なキリスト教化の過程で、フランク族とザクセン族は 782年にジュンテルの麓で衝突した。フランク軍は、元々テューリンゲンのソルブ族に対して派遣されたのだが、ザクセン族の蜂起を知り、ジュンテルの麓の陣営を探知すると闇雲にこの敵陣に襲いかかった。一方、ヴィドゥキント公が率いるザクセン族は整然と攻撃を待ち受けていた。その一部はフランク軍を迂回して背後を突き、これによりフランク族はほぼ全滅した。ホーエンシュタイン山のトーテンタール（死の谷）やブルートバッハ（血の小川）、さらにはダハテルフェルト（殴打の野）といった地名が、この大虐殺を伝えている。カール大帝は「フェルデンの血の裁判」でこの敗北に対する報復を果たした。この裁判では4500人のザクセン貴族が処刑された。

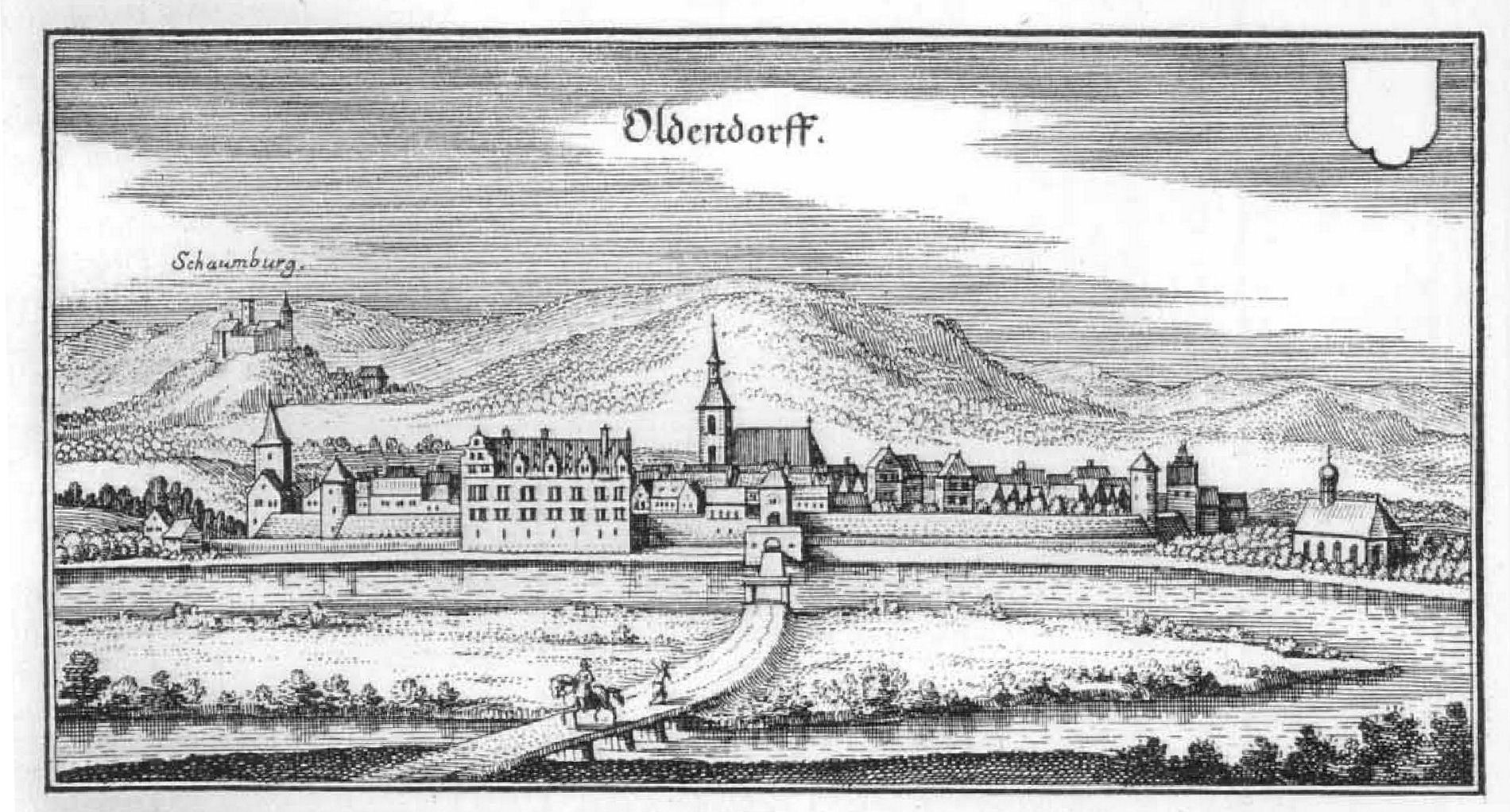
マテウス・メーリアンによる1647年頃のヘッシシュ・オルデンドルフの銅版画

### オルデンドルフの戦い（1633年）
ヘッシシュ・オルデンドルフ近郊での3つめの重要な会戦は1633年7月8日（ユリウス暦では6月28日）に、カトリックを信仰する皇帝軍と、皇帝軍に占領されたハーメルンを救出に来たプロテスタントのスウェーデンおよびヘッセン方伯、ブラウンシュヴァイク＝リューネブルク公の諸侯軍との間で戦われた。戦闘はゼーゲルホルストとバルクゼンとの間でなされた。プロテスタント軍は、オルデンドルフ生まれの土地を熟知した騎兵隊長と可動式の大砲を初めて投入したことにより、皇帝軍に対する鮮やかな勝利を収めた。この1日の戦闘により、7000人を超える死者が出た。

### 七年戦争（1756年 - 1763年）
1757年、ヘッシシュ・オルデンドルフは重要な戦いの司令部となった。ハノーファー選帝侯ゲオルク2世の息子でイギリスのカンバーランド公爵ウィリアム・オーガスタスは、元帥ルイ・シャルル・セザール・ル・テリエ (デストレ公爵)率いるフランス軍と対峙した。ハステンベックの戦いで、フランス軍が劣勢であったにもかかわらず、カンバーランド公は敗北していると誤解して退却命令を発した。カンバーランド公が自らの誤解に気づいた時にはすでにフランス軍は態勢を立て直して戦場に戻り、ここを制圧した。これに続いてハーメルン要塞が降伏し、ハノーファー選帝侯領はフランスの占領下に置かれた。ヘッシシュ・オルデンドルフは、軍費の徴収、略奪、宿舎の提供など甚大な被害を受けた。

### ヨプストがヴェーザー川を堰き止める
オルデンドルフのヴェーザー渓谷には数多くのヴェーザー川支流が流れており、洪水が起き易いことは現在も知られている。ヴェーザー川の本流は直接「ミュンヒハウゼンホーフ」、ヘッシシュ・オルデンドルフの市壁沿いを流れ、これにより市にかなりの額の通行税をもたらしていた。1615年から1682年までの代官ヨプスト・フォン・メンガーセンがヴァイベック近郊でヴェーザー川を堰き止めたため、深刻な経済的損害を受けた。しかし、古いヴェーザー川の川筋を干拓したことにより、大きな肥沃な耕地が得られ、シャウムブルク伯の資産となった。民間伝承によれば、ヨプストは自分の行為の報いとして霧の日になると旧ヴェーザー川近辺をさまよい歩き、ハイカーやサイクリング客を驚かしているとされる。

### オルデンドルフのユダヤ史

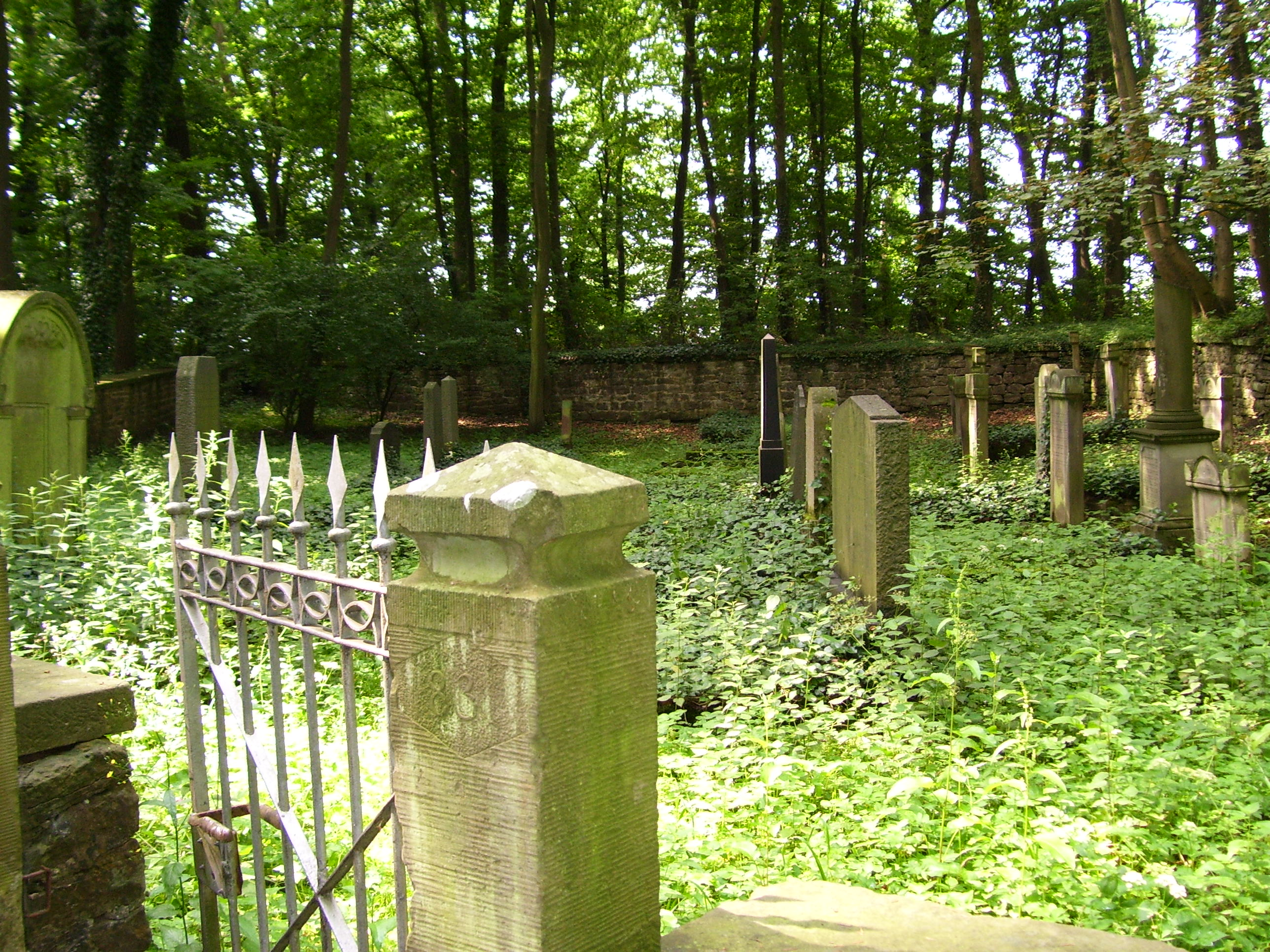
1832年に造営された新ユダヤ人墓地

14世紀のハーメルンの史料には、すでにオルデンドルフにユダヤ人がいたことが記録されている。このユダヤ人は後にハーメルンに移住した。1597年から保管されている文書の中にはオルデンドルフ市民のユダヤ人イザークが商人・金貸しとして申し分のない経営を行っていると記載されている。宗教上の理由で手工業者のツンフトや商人のギルドから締め出されたユダヤ人にとって金融業は従事せざるを得ない職種であった。1660年から1723年にかけてユダヤ人のヴァラッハ三兄弟が債権者として何度もこの街を訪れている。1675年に彼らは北の塁壁沿いにあった「トーテンホーフ」（農場）を賃借りし、1710年にはユダヤ人として初めてこの街の家屋を獲得した。さらに18世紀には3家族のユダヤ人一家が住み、革なめしや靴職人が多く住むこの街にふさわしく布や毛皮、皮革を売買していた。ナポレオンの改革によってユダヤ人にも他と同等の市民権が与えられ、これにより家名が後世に伝えられることとなった。オルデンドルフの3家はローゼンベルク、ブルーメンタール、リリエンフェルトであった。肉屋のブラウフ・ブルーメンタールは民族解放戦争に参加し、これにより1823年に、復権したヘッセン選帝侯の名誉メダルを授与された。19世紀中頃までに、全住民1,343人中43人にまでユダヤ人の人口は増加した。肉屋や小さな商店の他、ローゼンベルク兄弟（植民地経営、銀行経営）、裕福な商人のナータン・ペリッツ・リリエンフェルトといった傑出した人物が現れた。1832年にリリエンフェルトはユダヤ住民組織の代表として、市と売買契約を結んだ。これにより市の東に新しいユダヤ人墓地（ボルヴェクストリスト沿いの市営墓地へ行く途中）が造営されることとなった。リリエンフェルトは1848年の革命の年には市議会議員に選出された。しかし1852年にヘッセン選帝侯領の基本法が改正され、すべての非キリスト教信者は再び市民権を剥奪された。

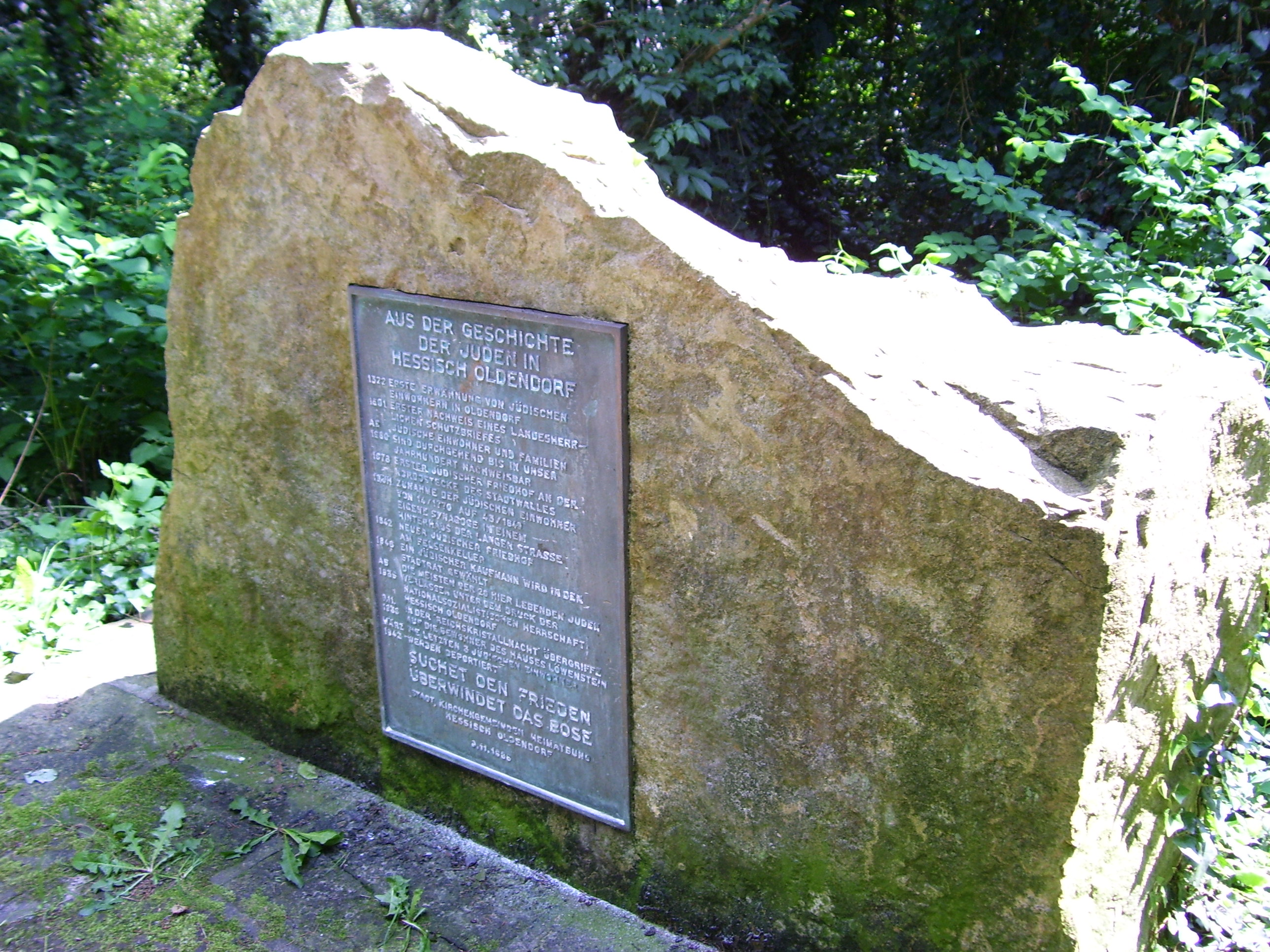
ユダヤ人記念碑

皇帝の時代からナチの時代までに、銀行および繊維業のアドルフ・シュパニアー、不動産業のマックス・ブルーメンタール、家畜商のユリウス・レーヴェンシュタインといった名声高く市民生活に深く関わるユダヤ人企業が創立されていた。ユリウス・レーヴェンシュタインは第一次世界大戦従軍者であり、ユダヤ人前線兵士全国同盟の代表でもあった。1933年、21人のオルデンドルフのユダヤ人は国家社会主義者による権力掌握を身をもって体験した。公民権剥奪、虐待、追放、殺害が彼らが直面した運命であった。1935年、レーヴェンシュタイン家畜商は「民族の恥」とする明らかに虚偽の訴えに煽動されたマルクト広場でのデモは、初期のひどい事件であった。煽られた民衆はレーヴェンシュタイン家に侵入し、調度を破壊して、その家族に対して街を当分の間離れるように強制したのである。市議会は1935年8月に公職者に対してユダヤ人との交際を禁じ、市の家畜市からユダヤ人を締め出し、ユダヤ人が公衆浴場を利用することを禁止した。1938年11月10日の排斥運動ではオルデンドルフの親衛隊退院と市民らがレーヴェンシュタイン家畜商を襲撃し、住居を略奪し、レーヴェシュタインの妻や義妹に暴行を働いた。レーヴェンシュタイン一家はアメリカ合衆国に亡命した。残りの14人のドイツに遺されたオルデンドルフのユダヤ人は救出されなかった。彼らの消息は、テレージエンシュタット、リガ、ミンスク、ウッチ、アウシュヴィッツで絶たれた。1939年にイギリスに逃れたダーフィト・ブルーメンタール（ランゲン通りで家畜商兼靴屋を営んでいた）とリーナとの娘リーゼロッテ・ゾウタムは、戦後何度も生まれた土地を訪れ、殺害された両親や、1933年まで同じコミュニティに暮らしてその後亡くなったヘッシシュ・オルデンドルフの人々について1994年に回想を綴っている。1988年に最初のユダヤ人墓地が設けられた北の塁壁沿いの場所に、オルデンドルフのユダヤ人の歴史を記した記念碑が建てられた。

### ヘッシシュ・オルデンドルフのミューレ
ヴェスタートーア（西門）にある「シュタットミューレ」は市内で最も古い粉挽き所で、市が創設された13世紀からここにあった。同じ場所にあった水車デーミヒは1863年に建設され、1960年頃まで稼働していた。オルデンドルフの風車は、1589年に市壁の南東角に市によって建てられたのだが、三十年戦争で焼失した。オルデンドルフのシッフミューレ（船に取り付けられた水車）は1587年に市壁南西角の旧ヴェーザー川に設けられた。しかし、数十年後には旧ヴェーザー川は堰き止められ、長くは稼働しなかった。シュミーデとシュロッサーの7つの水車は1655年に記録されている。市は各水車ごとに1/2ターラーの水使用量を請求していた。フーレのヴェーザー川の橋近くにあるミュンヒハウゼン水車は、1870年に整理統合されるまでミュンヒハウゼン＝ブルクホーフに属した。これは1600年以前にはすでに記録が遺されている。ゼーゲルホルスト通りの蒸気式ミューレは穀物を挽いたり、製材用に、1868年から1950年頃まで用いられていた。バルクゼナー・ヴェクのコーケンミューレは1571年に建造されたオルデンドルフ靴職人組合の革なめし用のものであった。ここでは革なめしに必要なタンニンを得るため、オーク材の樹皮が粉に挽かれていた。コーケンミューレは1668年までオルデンドルフの業者がリンネルを縮絨するために用いていた。1680年からコーケンミューレは油搾りに用いられた。

### シャウムブルクの死刑執行人と皮革業
シャウムブルクの死刑執行人の職場は市の設立以来知られており、やはり死刑執行人が監視を務める市立刑務所「ビュルガーツヴァングトゥルム」近く、ミッテル通り9番とパウル通りとの角にあった。皇帝カール5世の重罪刑事法廷「カロリーナ」が刑場として用いられた。
死刑執行人の職業は「名誉あるもの」ではなく、どのギルドにも属さず、私生活においても特別な規則が課されていた。ラートケラー（市庁舎のワインレストラン）や教会では、この恐ろしい仕事をなす人物に、市議会から決まった場所が与えられていた。結婚は死刑執行人の一族の範囲内だけで、他の職業グループの者との結婚はできなかった。
シャウムブルク伯領のような小さな所領では死刑執行人の「能力いっぱいの仕事」はほんのわずかであった。そのため、死刑執行人の収入は、皮剥の仕事によっていた。伯領全土の傷ついた家畜はもっぱらオルデンドルフの死刑執行人によって皮剥処理されることとなっていた。死んだ家畜を市民が自分で埋葬することは禁じられていた。皮剥業者の徒弟が家畜を受け取り、「フィレライ」で利用された。狭い都市での悪臭公害や堀の水質汚染は、「フィレクーレン」を市壁外のバルクゼーナー・ヴェク（現在の市立ホール）への移転を促した。死んだ動物で利用されたのは、蹄や角の他、主に獣皮であった。
獣皮の利用は、別の職業グループ、革なめし工に引き継がれる。市の周りの小川沿いに多くの革なめし場が記録されており、中でもゼーゲルホルスト通りのヴェールハーンシェ革なめし場が最大のものであった。獣皮の他に、オーク樹皮からローミューレによって採られる十分な量のタンニン末も皮革製造の前提条件である。
何世紀もの間主要な産業であった靴職人のツンフトはシャウムブルク死刑執行人兼皮剥職人によって利益を上げていた。「オルデンドルフは1つの街に99人の靴屋がいる」と童歌に歌われている。20世紀後期に、2つの製靴工場の工業生産が零細な職人仕事に取って代わった。

### ヘッシシュ・オルデンドルフのNATO兵舎
NATOとワルシャワ条約機構との対立がピークに達した1960年から、連邦政府は東西ドイツ国境線から約150kmの距離に対空ミサイル帯を設けた。この防衛プロジェクトに伴い、1963年から4つの固定発射施設を統括する中央兵舎がヘッシシュ・オルデンドルフに建設された。
オランダ空軍の第4ミサイル分遣隊 (4GGW) が1964年10月にゼーゲルホルスト通りの新しい兵舎に1800人規模で配置された。オランダ人の家族は「コイケンホーフ」に住居、学校、軍人集会所を建設した。ヘッシシュ・オルデンドルフ兵舎の下位には、バルジングハウゼン/ダイスター発射場、バート・ミュンダー/ジュンテル発射場、ゴルトベック発射場、ラインスドルフ/ビュッケベルゲ発射場が属していた。これらのオランダ部隊には、共通して通常の対空ミサイル「ホーク」とそれに付属するレーダーシステムが配備されていた。70年代の初めにはこれらの防衛システムは技術上時代遅れのものとなり、オランダ空軍部隊は1975年7月1日にオランダへ撤退した。
ヘッシシュ・オルデンドルフの兵舎の新しい主には1976年5月からアメリカ空軍が入営した。大規模なレーダー基地のバート・ミュンダー/ジュンテル、シュヴェーレントルプ、ブレーマーハーフェンは第600 TCGヘッシシュ・オルデンドルフ・エアステーションの下位にある。USエアステーションは北ドイツのレーダー監視における中央管理施設としての機能を担っている。このエアステーションは、兵站上、ミュンスターからヘッシシュ・オルデンドルフに至る燃料パイプラインによって支援されている。
冷戦終結に伴いエアステーションも役割を終え、1991年に閉鎖された。兵舎の施設は数年の間、旧ソヴィエトからの移住者の仮収容施設として利用された。やがて旧兵舎全体が取り壊され、近代的な住宅地に造り替えられた。現在ローゼンブッシュ基礎課程学校として使われている旧アメリカン・スクールが旧兵舎の名残を唯一留めている。
燃料パイプラインやそれに付属したジュンテルのタンク施設は、フィッシュベックで閉鎖され、窒素を満たして腐敗を防いでいる。全損するパイプラインは、ヴィンタースハルAGのバス・パイプラインとして利用されている。ヴァーレンダールのものをはじめとする弾薬庫も現在は民間で使用されている。

## 行政

### 議会
ヘッシシュ・オルデンドルフの市議会は33議席からなる（ニーダーザクセン州市町村法 §32-1）。

### 首長
ターリク・エネルツィン (CDU) は、2021年9月12日の市長選挙で新たな市長に選出された。

### 姉妹都市
- グランゼー（ドイツ、ブランデンブルク州）1993年

## 宗教
- カトリックの教会組織聖ボニファティウス教会は、主に旧ドイツ東部領土のオーバーシュレージエンからの戦争難民によって形成されている。鐘楼のある教会堂、青少年ホーム、司祭館は1950年代に建設された。その後青少年ホームに隣接してホールが増築された。このホールは現在、組織のグループ活動に十分なスペースを提供している。聖ボニファティウス教会はヒルデスハイム司教区ハーメルン＝ホルツミンデン首席司祭区に属している。この組織の特別な催しには、年1回の謝肉祭の集会「ボニマックス・ヘラウ」がある。
- 聖マリエン教会は鐘楼も含め1250年頃にはすでに建設されており、市内で最も古い建物の1つに数えられる。教会のすぐ近くの牧師館や教区集会所も市の中心部を形成する建物である。聖マリエン教会組織はプロテスタント＝ルター派のハノーファー教会ハノーファー教区のグラーフシャフト・シャウムブルク教会クライスに属す。堅信礼の他、婦人会や青年会、老人の午後、教会合唱団などは副次的に市民生活と結びついている。1997年からはカトリックの聖ボニファティウス教会と共同でエキュメニズムのプロジェクト、アイネ・ヴェルト・ラーデンを運営している。2008年にフィッシュベック、グローセンヴィーデン、ヘッシシュ・オルデンドルフ、ヴァイベック＝クリュッケベルクの教会組織が共同してヴェーザータール教区が設立された。
- ヘッシシュ・オルデンドルフのトルコ＝イスラム住民組織は貨物駅の近くにその本部を置いている。ここには集荷所を持つモスクに改造された家屋（ミナレットはない）がある。この組織はDITIBに加盟している。

## 文化と見所

### 建築

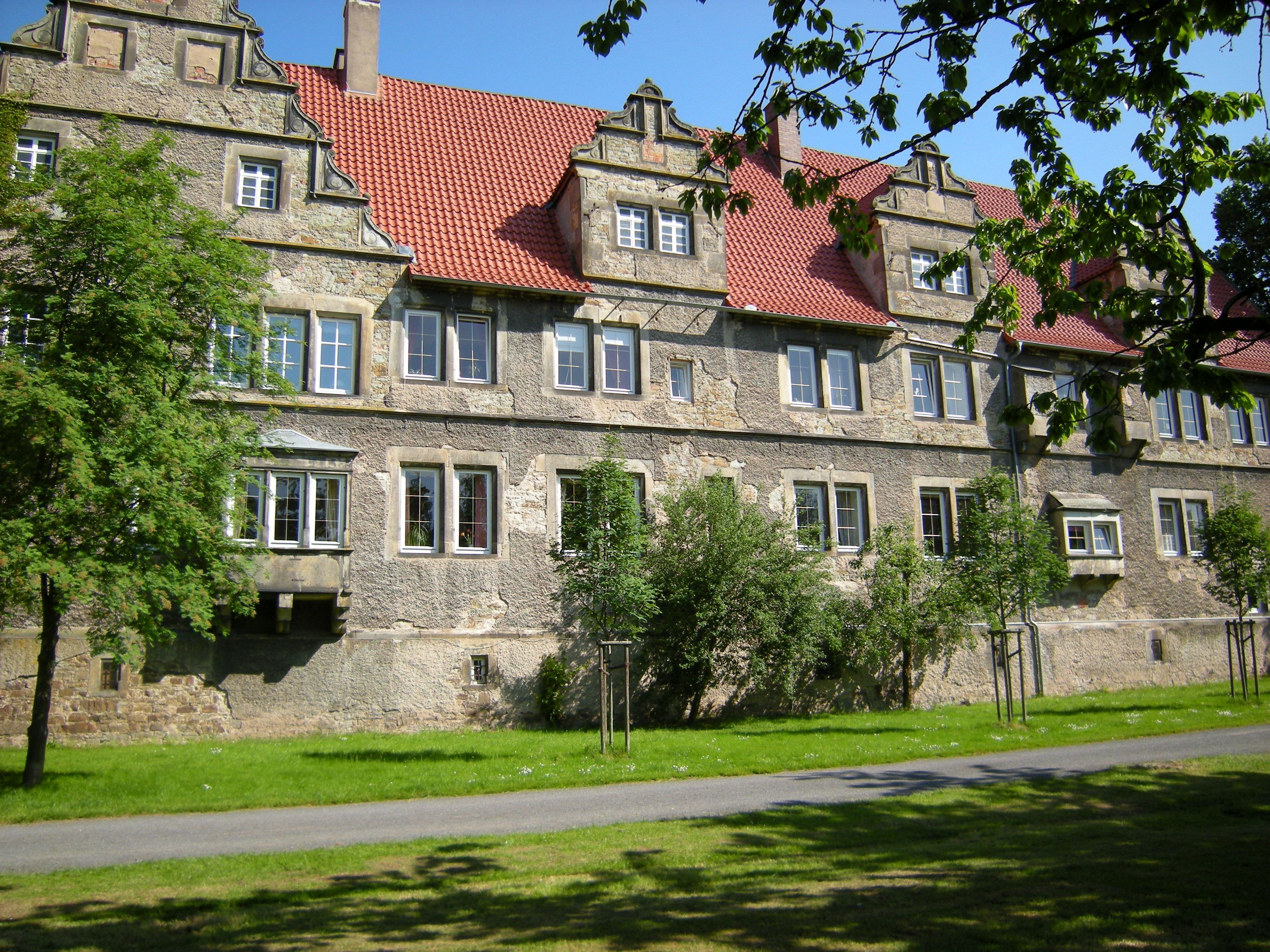
ミュンヒハウゼン・ホーフ

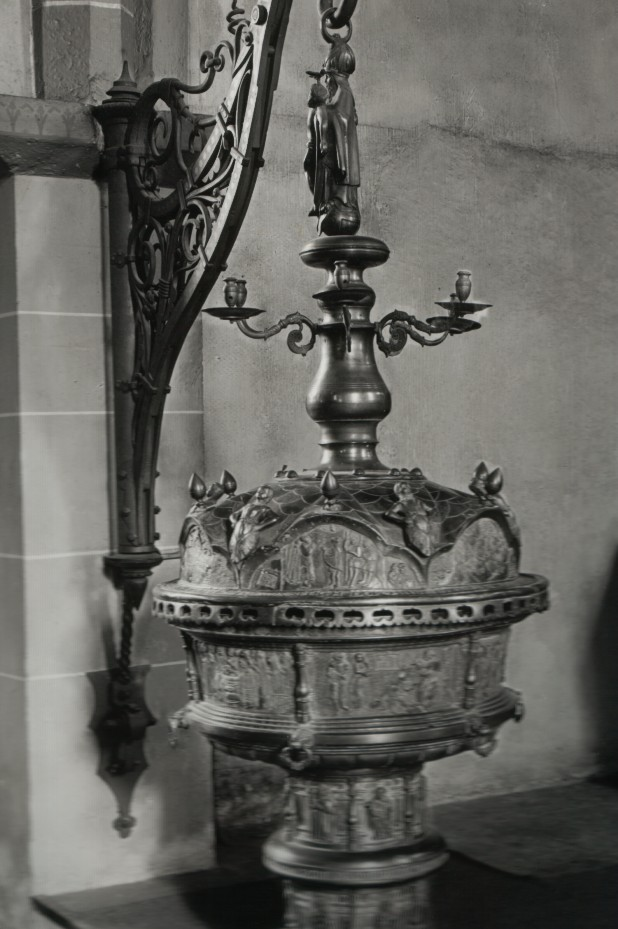
聖マリエン教会の洗礼盤

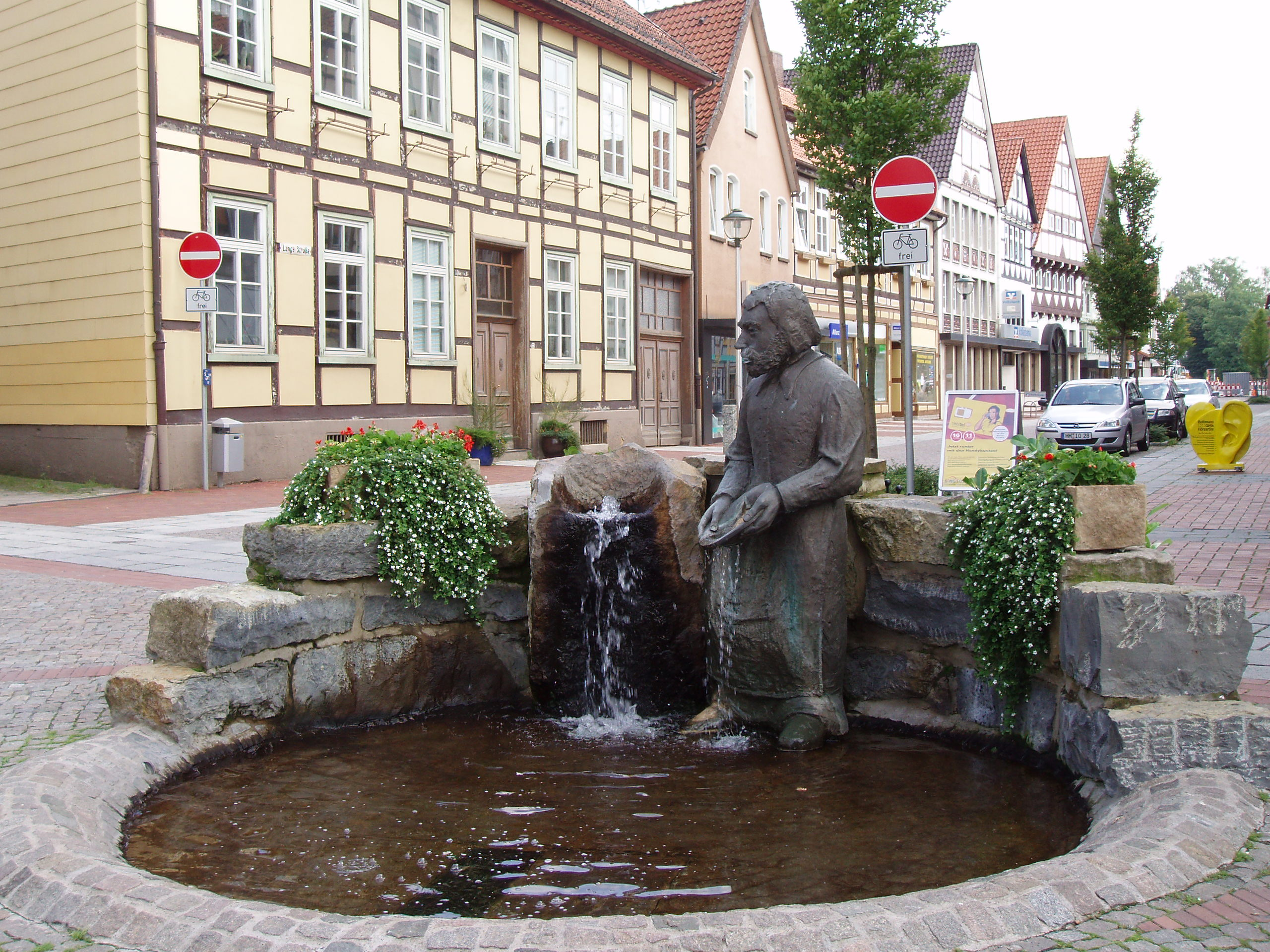
バックスマンの泉

- ヘッシシュ・オルデンドルフの特別な見所はミュンヒハウゼン・ホーフである。元々はヴェーザー川沿いに建っていたこの居館はヴェーザールネサンス様式の貴族館として最も大きく最も重要なものの１つである。この居館の前身は13世紀にはすでに存在していた。14世紀からはビュッシェン家の所有となった。ベリース・フォン・ミュンヒハウゼンは、1583年に現在のヴェーザールネサンス城館の建設に着手した。主館は多角形の階段塔を持つ二翼式の建築である。内部のホールは保存されており、戸口や暖炉は飾り金具で装飾されている。1579年から1640年までベリースの息子ルドルフ・フォン・ミュンヒハウゼンがここに暮らしていた。ミュンヒハウゼン家は1783年からこの騎士領を貸し出し、1947年以降はこの家の所有ではなくなった。
- プロテスタントの市教会聖マリエン教会は14世紀からその存在が証明されている。現在の建物は14世紀末から15世紀初め頃に建てられ、1886年に修復された。教会内には、1590年に創られた円形の青銅製洗礼盤、同じ頃に創られた最後の晩餐図、17世紀の2枚のキリスト磔刑の板絵などがある。
- かつては数多くの木組み建築が創りだしていた街の風景は、20世紀に大きな様変わりを余儀なくされた。第二次世界大戦の終戦後、30棟以上の歴史的な住居が取り壊された。最大の損失は、市貯蓄銀行のために犠牲となったラーツケラー（市議会食堂）やノルテマイヤー邸である。貴族メンゲルセン家の主館は近代的な老人ホームに建て替えられた。しかし、市街中心部にはなお多くのディーレンハウスと呼ばれるこの地方に独特の切妻造りの木組み建築が、小規模な改変や商店への改築を受けながらも、遺されている。
 主なものを以下に列記する。
  - ランゲ通り47番。大きく修復されている。1585年建造と記されている。
  - ランゲ通り48番。大きく改変・改築された建物内に、銘文や装飾が遺されている。1621年の建造である。
  - ランゲ通り60番（会議室）。フェッヒャーロゼッテ（半円形日輪状の壁装飾）や彫刻装飾が見られるこの建物の破風には1576年と記されている。1709年に出窓状の張り出し部が増設された。この建物の裏手には後期ゴシック様式であったと伝えられる石造建築の跡が遺されている。
  - ランゲ通り62番。1550年頃に建設された。この建物は19世紀に、通りのために約1/2に縮小された。
  - ランゲ通り63番。3階建てのディーレンハウスで、中2階や玄関横の張り出し部を有する1563年建造の建物である。破風にはフェッヒャーロゼッテの飾りが施されている。
  - ランゲ通り84番。クリュッペルヴァルムダッハ（半切妻屋根）の堂々たる建物である。この3階建ての建物は1746年にオルデンドルフ市長で商人のゲルスホルンによって建てられた。1階は商店にするために大きく改造された。
  - ランゲ通り85番。1983年に建てられた新しい銀行の裏に、1500年から1550年の間に建てられた木組み建築がある。
  - ランゲ通り90番。1563年の銘があるこのディーレンハウスにはフェッヒャーロゼッテの装飾が施されている。
  - ジュート通り2番。玄関横の張り出し部がある保存状態の良いディーレンハウスで、1550年の銘がある。
  - シューレ通りには一連の古い職人の家がある。10番は1607年、12番は1608年の建築で、ともに玄関横の張り出し部やディーレントーアを有している。
- 市の防衛施設。堀をもつ市の防塁は、特に北側や南西角、南東角が良く保存されている。市壁は市門周辺に部分的に設けられているだけであった。防塁は防御柵や自然を利用した防衛施設（南側のヴェーザー川や北側の歩きにくい湿地状のヨシ原）で護られていた。防塁には、南東角、南西角、北の3箇所に荒石造りの円塔があったことが証明されている。防塁北側のビュルガーツヴァング塔は、1886年に区裁判所の刑務所が建設されるまで市裁判所の最も重い刑罰としての禁固塔として使われていた。
- バックスマンの泉。2003年にコルト・バックスマンを記念して造られた。バックスマンは、1599年から1661年までオルデンドルフに住んでいた市議会食堂の主人で音楽家の伝説に包まれた人物である。

### シラート洞窟

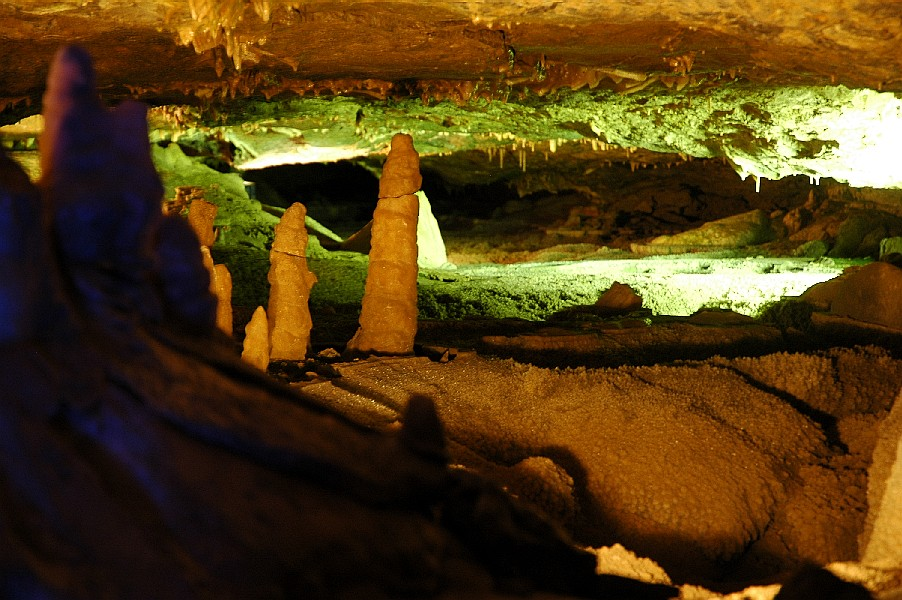
シラート洞窟

シラート洞窟は、ランゲンフェルト集落の近くにあり、1992年にゼーゲルホルスト採石場の発破作業中ヘルムート・ブレポールによって発見された。この洞窟はドイツで最も北に位置する鍾乳洞で2004年8月から一般に公開された。この洞窟は、ヴェーザーベルクラント自然公園の一部である。

### フォルクスワーゲン博物館
ヘッシシュ・オルデンドルフで定期的に開催されるフォルクスワーゲン愛好者の会に触発され、VWバスT2愛好会1967-1979 e.V.がヘッシシュ・オルデンドルフ市とフォルクスワーゲン・ハノーファー工場と共同で2009年夏に古い製糖工場跡に ブリ（Bulli VW T2の愛称）博物館を設立した。第5回国際フォルクスワーゲン・クラシックカー・ミーティングは4万人の見物客と32カ国からの1450人以上の参加者があり、この種のものとして世界最大の催しとなった。

### スポーツ
この街最大のスポーツクラブは VfLヘッシシュ・オルデンドルフで、特にそのハンドボール部門は地域的な成功を収めている。この他この街は80年代中頃にアマチュアオーバーリーガ北地区でプレイしたサッカークラブ TuSヘッシシュ・オルデンドルフで知られている。

## 経済と社会資本

### 企業
ヘッシシュ・オルデンドルフは、中小企業が多い街である。主な企業としては以下のものがある:
- Dura Besmer GmbH（絨毯）
- Pomona Kellerei GmbH（飲料品）
- Biozym Scientific GmbH（研究器具）
- Dreluso-Pharmazeutika Dr. Elten & Sohn GmbH（薬品）
- OEG Oel- und Gasfeuerungsbedarf Handelsgesellschaft m.b.H.（暖房器具）
- BDH Klinik Hessisch Oldendorf GmbH（病院）

この他に多くの人が建設業に携わっている。さらに、春から秋にかけてヴェーザー自転車道を旅するサイクリング・ツアーもこの街の経済ファクターとなっている。

### 交通
- 3車線の連邦道83号線（ヴェーザータール街道）がこの街の市街地南部に接して通っており、ハーメルン、リンテルン、ミンデン方面への格好の交通路となっている。州道434号線を 9 km 走ると連邦アウトバーン2号線（レーレン・インターチェンジ）に至る。ハノーファーへは約 50 km の距離である。さらにヴェーザー川対岸に渡る橋もある。
- パーク・アンド・ライド用の駐車場と高低差のない乗降ホームを有するヘッシシュ・オルデンドルフ駅は、ハーメルンやエールツェを経由してヒルデスハイムに至るヴェーザー鉄道の駅である。この路線はハーメルンで、ハノーファーまたはパーダーボルンへ行くハノーファーSバーン5号線に連絡する。この駅はGVH料金体系（アウセンリング7）に参加している。エールツェからはメトロノーム鉄道会社の列車でゲッティンゲンやハノーファーに行くこともできる。反対方面はヘッシシュ・オルデンドルフからレーネ（平日はビュンデ）へ行き、ビーレフェルト方面への列車に連絡する。

### 学校
- ローゼンブッシュ基礎課程学校は旧NATO兵舎の建物である。この学校は障害者の子供と健常者の子供を一緒に教育することを推進する「Regionalen Integrationskonzepte zur sonderpädagogischen Grundversorgung」というプロジェクトに参加している[5]。
- ホーエンシュタイン本課程学校は1407年に初めて記録されている。この学校は1973年から現在の形で存在している。それ以前の9年前に教会広場に面した建物による広場の不足から、この教育施設はミューレンバッハ通りに移転した。
- ヴィルヘルム・ブッシュ実科学校は、ミューレンバッハ通りのホーエンシュタイン本課程学校のすぐ隣にある。この建物は90年代に修復されたもので、それ以来再び実科学校として使われている。2009年秋に本課程学校と実科学校のための学生食堂が造られた[6]。

### BDHクリニーク・ヘッシシュ・オルデンドルフ
BDHクリニーク・ヘッシシュ・オルデンドルフ（2008年12月31日までは神経科の病院であった）は、病床数250以上を擁するハノーファー医科大学の学術教育病院である。最初の病院は1926年に設立され、1957年からは「コレーア」ハウスという名で脳に損傷を負った患者を収容していた。その後、ニーダーザクセン棟、バックスマン棟、ゾンネンタール棟、ホーンシュタイン棟が増設された。1973年に現在の「フリードリヒ・ベルクマン公園」にあたるベルクパークがオープンした。その3年後にジュンテル棟ができ、病院は拡大した。伝統的な病院の重点は、神経科のリハビリテーションの他に、職業リハビリテーションに置かれている。現在BDHクリニーク・ヘッシシュ・オルデンドルフは、マルチプロフェッショナル治療コンセプトに基づいて運営されている。

### 新エネルギー
ヘッシシュ・オルデンドルフには2009年11月現在2つの風力発電施設がある。最初に3基の発電用風車がヴァイベック近郊に建設された。4基の発電風車を有する2つ目の発電施設はヘーメリンゲンに開発された。ここにはバイオガス施設や2箇所の大規模な太陽光発電施設もある。さらにバイオガス施設はE.ONヴェストファーレン・ヴェーザーが運営するものが中心市区に１つあり、3つ目はヘーフィンゲンにもある。これら3箇所では、いずれも地元の農家が生産するトウモロコシをサイレージしたものを原料としている。

## 人物

### 出身者
- ハインリヒ・クローネ（1895年 - 1989年）政治家。

## 引用
1. ↑  Landesamt für Statistik Niedersachsen, LSN-Online Regionaldatenbank, Tabelle A100001G: Fortschreibung des Bevölkerungsstandes, Stand 31. Dezember 2023
2. ↑  Meyers Konversationslexikon von 1905
3. ↑  “Wahl des/der Bürgermeisters/in Stadt Hessisch Oldendorf, 12.09.2021”. 2022年8月16日閲覧。
4. ↑  Thomas Görlitz (2009): Das 5. internationale Volkswagen Veteranentreffen in Hessisch Oldendorf fand vom 26. bis zum 28. Juni 2009 statt. （2010年11月6日 内容確認）
5. ↑  市のホームページ
6. ↑  Die quietschgrüne Mensa ist Stadtgespräch. (2009年10月15日付け）
7. ↑  Geballte Ökoenergie direkt vor der Haustür. シャウムブルガー・ツァイトゥング 2009年5月29日付（2010年11月6日 内容確認）